# Théo Moczko
Théo Moczko (5 de septiembre de 2003) es un deportista francés que compite en tiro, en la modalidad de pistola. Ganó una medalla de bronce en el Campeonato Europeo de Tiro de 2025, en la prueba de pistola de fuego 25 m.

## Palmarés internacional
| Campeonato Europeo | Campeonato Europeo    | Campeonato Europeo | Campeonato Europeo    |
| Año                | Lugar                 | Medalla            | Prueba                |
| ------------------ | --------------------- | ------------------ | --------------------- |
| 2025               | Châteauroux (Francia) | Medalla de bronce  | Pistola de fuego 25 m |